# 阿納巴爾河
阿納巴爾河是俄羅斯的河流，位於薩哈共和國西北部，河道全長939公里，流域面積約100,000平方公里，發源自阿納巴爾高原，最終注入拉普捷夫海的阿納巴爾灣。